# Princes of the Universe
Princes of the Universe is een nummer van de Britse rockgroep Queen van het album A Kind of Magic uit 1986, geschreven door Freddie Mercury. Het verscheen ook op het verzamelalbum Greatest Hits III. Het lied was geschreven als titelsong voor de film Highlander en later werd het ook gebruikt als titelsong voor Highlander: The Series. Het nummer is in 1986 slechts in enkele landen, waaronder de Verenigde Staten en Canada, als single uitgebracht en in 2000 als cd-single in Nederland.

## Hitnotering
| "Princes of the universe" in de Nederlandse Single Top 100 - binnen: 11-3-2000 | "Princes of the universe" in de Nederlandse Single Top 100 - binnen: 11-3-2000 | "Princes of the universe" in de Nederlandse Single Top 100 - binnen: 11-3-2000 | "Princes of the universe" in de Nederlandse Single Top 100 - binnen: 11-3-2000 | "Princes of the universe" in de Nederlandse Single Top 100 - binnen: 11-3-2000 | "Princes of the universe" in de Nederlandse Single Top 100 - binnen: 11-3-2000 | "Princes of the universe" in de Nederlandse Single Top 100 - binnen: 11-3-2000 | "Princes of the universe" in de Nederlandse Single Top 100 - binnen: 11-3-2000 |
| Week                                                                           | 1                                                                              | 2                                                                              | 3                                                                              | 4                                                                              | 5                                                                              | 6                                                                              |                                                                                |
| ------------------------------------------------------------------------------ | ------------------------------------------------------------------------------ | ------------------------------------------------------------------------------ | ------------------------------------------------------------------------------ | ------------------------------------------------------------------------------ | ------------------------------------------------------------------------------ | ------------------------------------------------------------------------------ | ------------------------------------------------------------------------------ |
| Nummer                                                                         | 71                                                                             | 45                                                                             | 50                                                                             | 57                                                                             | 67                                                                             | 96                                                                             | uit                                                                            |

## Videoclip
De videoclip bij dit nummer werd geregisseerd door Russell Mulcahy, de regisseur van de film Highlander. De opnamen vonden plaats op 14 februari 1986 in de Elstree studios in Londen. Hiervoor werd eenzelfde locatie gebruikt als in de film. De hoofdrolspeler uit Highlander, Christopher Lambert, treedt in de clip op als hetzelfde karakter in de film. Hij heeft een zwaardgevecht met zanger Freddie Mercury, die zijn kenmerkende halve microfoonstandaard als zwaard gebruikt.
Brian May speelt in de clip op een gitaar van het merk Washburn, in plaats van zijn Red Special.